# Teyjat
Teyjat – miejscowość i gmina we Francji, w regionie Nowa Akwitania, w departamencie Dordogne.
Według danych na rok 2009 gminę zamieszkiwały 272 osoby, a gęstość zaludnienia wynosiła 16 osób/km². W gminie znajduje się stanowisko archeologiczne La grotte de la Mairie z górnego paleolitu. Wnętrze jaskini zawiera ponad 40 rytów naskalnych przedstawiających zwierzęta. Ryty datowane są na ok. 11 500 tys. lat p.n.e. i pochodzą z tak zwanej kultury magdaleńskiej.